# Marthe Kristoffersen
Marthe Kristoffersen, norveška smučarska tekačica, * 11. avgust, 1989, Karlsøy, Troms, Norveška. 
Na tekmi svetovnega pokala je prvič nastopila 21. novembra 2007 v Beitostølenu (Norveška). Bila je udeleženka Zimskih olimpijskih iger 2010 kjer je v teku na 30 km v klasični tehniki osvojila 21. mesto in 49. mesto na 10 km v prosti tehniki.